# Breanna Stewart
Breanna Mackenzie Stewart (Syracuse, 27 agosto 1994) è una cestista statunitense.

## Biografia
Breanna Mackenzie Baldwin nasce nel 1994 a Syracuse, nello stato di New York, da una madre single, Heather Baldwin. Suo padre biologico non entra mai a far parte della sua vita, e sua madre svolge diversi lavori per poter mantenere se stessa e sua figlia. Quando Breanna è ancora una bambina, sua madre inizia a frequentare Brian Stewart: i due si sposano e, diversi anni dopo, Brian adotta Breanna, dandole appunto il cognome Stewart. Breanna ha un fratellastro più giovane di nome Connor.
Nel 2017, in un'intervista su The Player's Tribune, ha rivelato di essere stata abusata da un uomo quando aveva tra i 9 e gli 11 anni.

## Carriera

### WNBA (2016 -)
È stata la prima scelta assoluta del Draft WNBA 2016, selezionata da Seattle Storm. All'esordio in WNBA, mette a referto 23 punti contro le Los Angeles Sparks. Nel corso della stagione dimostra ottime qualità offensive, segnando 38 punti nella vittoria contro le Atlanta Dream, facendo registrare la seconda migliore prestazione della franchigia per punti segnati in una partita, dietro solo ai 47 punti di Lauren Jakson, nonché la terza di sempre per una rookie, dietro ai 40 punti di Candace Parker e ai 39 di Odyssey Sims. Nel corso della stagione 2016 mantiene una media di 18,3 punti, 9,3 rimbalzi e 1,8 stoppate a partita, ricevendo il premio Rookie of the Month per tutti i mesi della stagione regolare, vincendo poi il premio di Rookie of the Year a fine anno. Realizza il record rimbalzi difensivi (277) in WNBA, sottraendolo a Lisa Leslie. Con le Seattle Storm avanza ai playoffs con la posizione numero 7 nel tabellone, uscendo subito al primo turno contro Atlanta. Alla fine del 2016 riceve il premio ESPY come migliore atleta donna e il premio di miglior giocatrice di College Basketball.

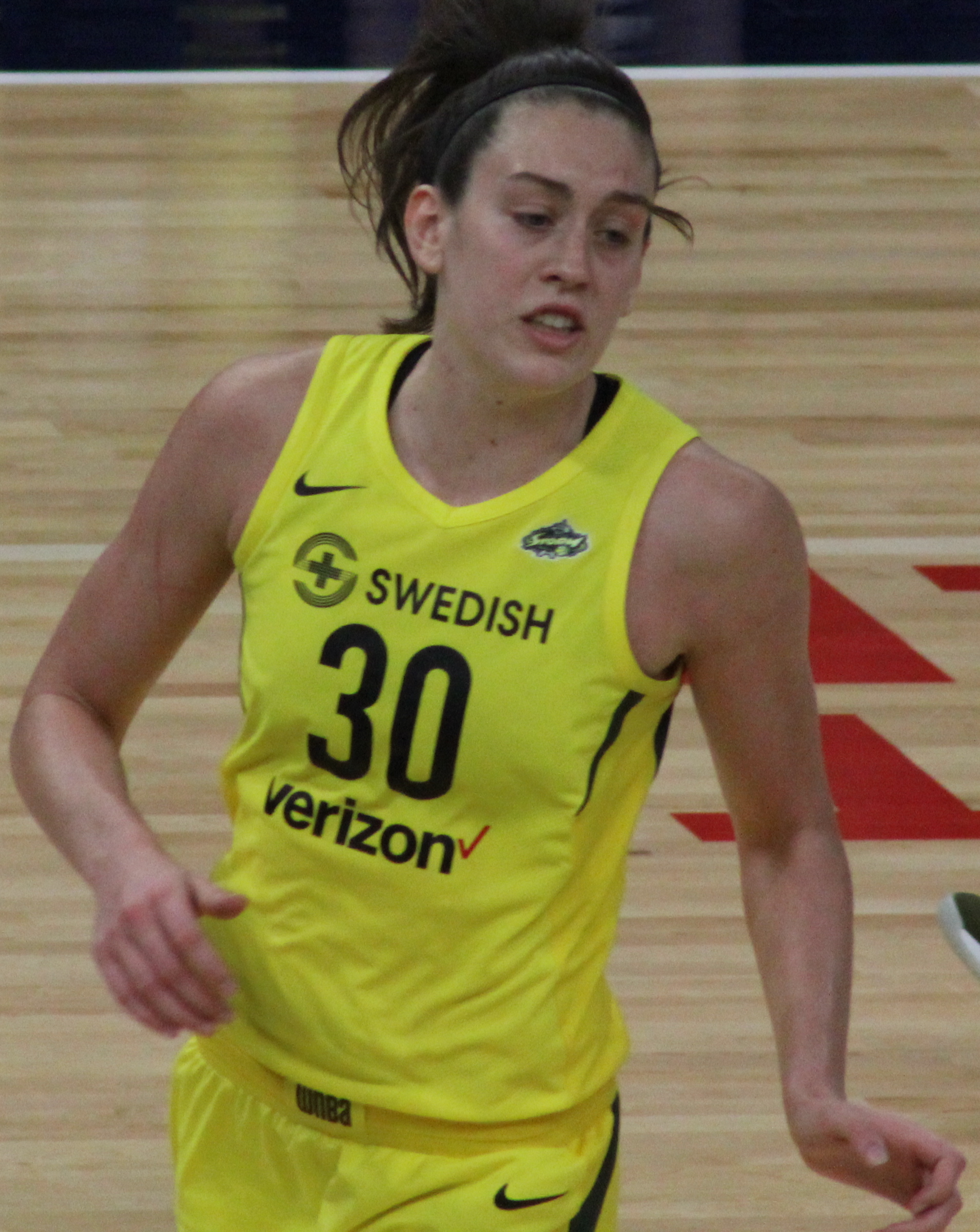
Breanna Stewart in gara 3 delle Finals 2018

Nella stagione 2017 fa la sua prima apparizione all'All Star Game. Il 5 agosto stabilisce il record di punti stagionale (32) nella partita persa ai supplementari con San Antonio Stars. Mantiene una media di 19.9 punti a partita, permettendo a Seattle di qualificarsi ai playoffs con l'ottava posizione, uscendo, come l'anno precedente, al primo turno, con le Phoenix Mercury.
Nel 2018 fa la sua seconda apparizione all'All-Star Game. Il 6 agosto realizza il suo record stagionale di 32 punti contro New York Liberty. Breanna Stewart chiude la stagione regolare ricevendo il premio di MVP, migliorando la propria media di punti, rubate e percentuali di tiro dal campo e da tre. Con 26 vittorie e 8 sconfitte, Seattle si qualifica ai playoffs da numero 1 in classifica. In gara 1 delle semifinali contro Phoenix, Breanna realizza 28 punti, stabilendo il suo record in carriera di triple (6) e guidando la propria squadra alla vittoria 91-87. Dopo aver sconfitto in gara-5 Phoenix, Seattle avanza alle Finals dove trova le Washington Mystics, alla prima apparizione assoluta nelle Finals. Dopo solo 3 partite, Seattle Storm vince per la terza volta il titolo WNBA. Stewart mette a segno 30 punti e raccoglie 8 rimbalzi in gara-3, chiudendo la serie con una media di 25,7 punti, 6 rimbalzi, 3,7 assist e 1,7 recuperi che le permettono di diventare, a poco più di 24 anni, la più giovane atleta a vincere il titolo di MVP delle Finals. Diviene così la sesta giocatrice della storia a vincere il premio di MVP delle finali e di MVP della Regular Season nello stesso anno, stabilendo, inoltre, il record WNBA per media di punti (24,6) nella post-season.
È costretta a saltare l'intera stagione WNBA 2019 dopo aver subito un infortunio al tendine d'achille; tornata negli Stati Uniti il giorno dopo l'infortunio, è stata poi sottoposta a un intervento chirurgico a Los Angeles nella stessa settimana.
Nel luglio 2020 torna a giocare, ricongiungendosi alle sue compagne di squadra. La stagione per le Storm è molto positiva, tant'è che arrivano all'ultima partita della regular season in prima posizione con 17 vittorie e 4 sconfitte e affrontano, perdendo, le Las Vegas Aces: la sconfitta permette alle Aces di ottenere la testa di serie numero 1 ai play-off, tuttavia garantisce alle Storm un posto in semifinale. Le Storm affrontano Minnesota Lynx e vincono la serie 3-0: Breanna apre la serie con una doppia doppia da 21 punti e 10 rimbalzi in gara 1 e stabilisce il suo massimo di punti stagionale, nonché suo massimo in carriera nella post-season (31) in gara 3. In finale, lo scontro decisivo per il titolo è tra Seattle e Las Vegas. In gara 1 Breanna colleziona 15 rimbalzi, tutti nella metà campo difensiva, e segna 15 canestri dal campo (record assoluto delle WNBA Finals), mettendo a referto 37 punti, coi quali ritocca il suo massimo stagionale, il suo record di punti in carriera nei play-off e stabilisce il nuovo record di punti della franchigia. In sole 3 gare le Storm si aggiudicano il campionato. Breanna vince così il suo secondo titolo con le Seattle Storm e viene nominata WNBA Finals MVP per la seconda volta in carriera. Sports Illustrated l'ha inserita nell'elenco degli sportivi dell'anno, sia per il successo sul parquet dopo un anno di stop, sia per il suo attivismo fuori dal campo, soprattutto nell'ambito del movimento Black Lives Matter.

### Off-season
Durante la sua stagione da rookie firma un contratto con Shanghai Dahua per l'off-season 2016-17. Nel giugno 2018 firma un contratto per giocare l'off-season 2018-19 nel campionato russo con Dinamo Kursk.

### Nazionale

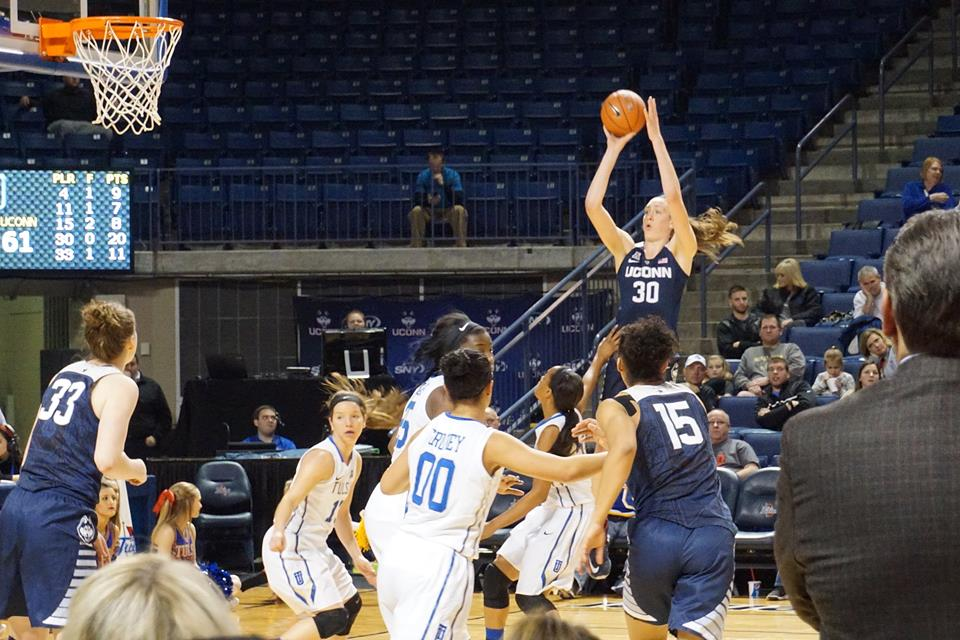
Breanna Stewart con la maglia della nazionale statunitense nel 2015 a Tulsa

Il 23 settembre 2014 è stata selezionata come una delle 12 giocatrici per rappresentare la nazionale statunitense al campionato mondiale in Turchia, dove ha conquistato la medaglia d'oro vincendo tutte le partite del torneo. Breanna era l'unica giocatrice non professionista del roster USA, dal momento che all'epoca giocava ancora al college.
Nel 2015 ha partecipato all'edizione dei Giochi Panamericani di Toronto, ottenendo la medaglia d'argento, in seguito alla sconfitta in finale occorsa contro la formazione canadese.
Nel 2016 è stata convocata per giocare le Olimpiadi a Rio de Janeiro, pur non avendo ancora fatto il suo esordio in WNBA. Ha conquistato la medaglia d'oro dopo la vittoria in finale con la Spagna, chiudendo con una media di 8.1 punti a partita e tirando con il 73% dal campo.
Nel 2018 partecipa al campionato mondiale in Spagna e conquista la medaglia d'oro dopo la vittoria in finale con l'Australia, mantenendo una media di 16.3 punti a partita, tirando con il 58% dal campo e il 47% da tre. Le viene dato il premio di migliore giocatrice del torneo: il FIBA World Cup TISSOT MVP.

## Statistiche
| † | Denota le stagioni in cui ha vinto il titolo |

### NCAA
| Anno       | Squadra       | PG  | PT  | MP   | TC%  | 3P%  | TL%  | RP  | AP  | PRP | SP  | PP   |
| ---------- | ------------- | --- | --- | ---- | ---- | ---- | ---- | --- | --- | --- | --- | ---- |
| 2012-2013† | UConn Huskies | 36  | 13  | 23,7 | 50,8 | 33,3 | 77,7 | 6,4 | 1,0 | 1,1 | 2,1 | 13,8 |
| 2013-2014† | UConn Huskies | 40  | 40  | 30,5 | 49,7 | 34,3 | 77,4 | 8,1 | 3,1 | 1,6 | 2,8 | 19,4 |
| 2014-2015† | UConn Huskies | 39  | 39  | 28,3 | 53,9 | 31,3 | 80,5 | 7,8 | 3,1 | 1,6 | 2,7 | 17,6 |
| 2015-2016† | UConn Huskies | 37  | 36  | 29,1 | 57,9 | 42,6 | 83,6 | 8,7 | 4,0 | 1,8 | 3,4 | 19,4 |
| Carriera   | Carriera      | 152 | 128 | 28,0 | 53,0 | 35,5 | 79,7 | 7,8 | 2,8 | 1,5 | 2,7 | 17,6 |

### WNBA

#### Regular Season
| Anno     | Squadra       | PG  | PT  | MP   | TC%  | 3P%  | TL%  | RP  | AP  | PRP | SP  | PP   |
| -------- | ------------- | --- | --- | ---- | ---- | ---- | ---- | --- | --- | --- | --- | ---- |
| 2016     | Seattle Storm | 34  | 34  | 34,7 | 45,7 | 33,8 | 83,3 | 9,3 | 3,4 | 1,2 | 1,9 | 18,3 |
| 2017     | Seattle Storm | 33  | 33  | 32,9 | 47,5 | 37,1 | 78,7 | 8,7 | 2,7 | 1,2 | 1,6 | 19,9 |
| 2018†    | Seattle Storm | 34  | 34  | 31,6 | 52,9 | 41,5 | 82,0 | 8,4 | 2,5 | 1,4 | 1,4 | 21,8 |
| 2020†    | Seattle Storm | 20  | 20  | 30,4 | 45,1 | 36,8 | 89,4 | 8,3 | 3,6 | 1,7 | 1,3 | 19,7 |
| 2021     | Seattle Storm | 28  | 28  | 33,4 | 43,9 | 33,6 | 84,7 | 9,6 | 2,7 | 1,2 | 1,7 | 20,3 |
| 2022     | Seattle Storm | 34  | 34  | 30,9 | 47,2 | 37,9 | 83,7 | 7,6 | 2,9 | 1,6 | 0,9 | 21,8 |
| 2023     | N.Y. Liberty  | 40  | 40  | 34,1 | 46,5 | 35,5 | 85,1 | 9,3 | 3,8 | 1,5 | 1,6 | 23,0 |
| 2024†    | N.Y. Liberty  | 38  | 38  | 32,7 | 45,8 | 29,5 | 84,5 | 8,5 | 3,5 | 1,7 | 1,3 | 20,4 |
| Carriera | Carriera      | 261 | 261 | 32,7 | 47,0 | 35,7 | 83,6 | 8,7 | 3,1 | 1,4 | 1,5 | 20,8 |

#### Play-off
| Anno     | Squadra       | PG | PT | MP   | TC%  | 3P%  | TL%  | RP   | AP  | PRP | SP  | PP   |
| -------- | ------------- | -- | -- | ---- | ---- | ---- | ---- | ---- | --- | --- | --- | ---- |
| 2016     | Seattle Storm | 1  | 1  | 38,0 | 60,0 | 50,0 | 100  | 7,0  | 3,0 | 2,0 | 0,0 | 19,0 |
| 2017     | Seattle Storm | 1  | 1  | 36,0 | 35,3 | 50,0 | 81,8 | 8,0  | 1,0 | 1,0 | 2,0 | 23,0 |
| 2018†    | Seattle Storm | 8  | 8  | 37,1 | 46,7 | 41,7 | 82,4 | 6,9  | 2,5 | 1,3 | 0,9 | 24,6 |
| 2020†    | Seattle Storm | 6  | 6  | 32,5 | 53,8 | 50,0 | 85,2 | 7,8  | 4,0 | 1,7 | 1,7 | 25,7 |
| 2022     | Seattle Storm | 6  | 6  | 38,8 | 51,3 | 52,0 | 89,2 | 9,5  | 4,2 | 1,0 | 1,8 | 27,0 |
| 2023     | N.Y. Liberty  | 10 | 10 | 38,0 | 35,8 | 19,6 | 87,2 | 10,2 | 3,1 | 1,1 | 1,9 | 18,4 |
| 2024†    | N.Y. Liberty  | 11 | 11 | 37,4 | 38,2 | 26,1 | 81,7 | 9,5  | 3,6 | 1,5 | 1,7 | 19,4 |
| Carriera | Carriera      | 43 | 43 | 37,0 | 43,5 | 35,8 | 84,9 | 8,8  | 3,3 | 1,3 | 1,6 | 22,1 |

### Massimi in carriera
- Massimo di punti: 45 vs Indiana Fever (21 maggio 2023)
- Massimo di rimbalzi: 18 vs Las Vegas Aces (22 agosto 2020)
- Massimo di assist: 9 (2 volte)
- Massimo di palle rubate: 6 (2 volte)
- Massimo di stoppate: 6 vs Los Angeles Sparks (25 luglio 2017)

Dati aggiornati il 21 maggio 2023

## Palmarès

### NCAA
- Campionessa NCAA (2013, 2014, 2015, 2016)
- NCAA Basketball Tournament Most Outstanding Player (2013, 2014, 2015, 2016)

### WNBA
- Campionato WNBA

Seattle Storm: 2018, 2020
New York Liberty: 2024
- WNBA Most Valuable Player: 2

2018, 2023
- WNBA Finals Most Valuable Player: 2

2018, 2020
- WNBA Rookie of the Year (2016)
- 6 volte All-WNBA First Team (2018, 2020, 2021, 2022, 2023, 2024)
- All-WNBA Second Team (2016)
- 3 volte WNBA All-Defensive First Team (2022, 2023, 2024)
- 3 volte WNBA All-Defensive Second Team (2016, 2020, 2021)
- WNBA All-Rookie First Team (2016)
- Miglior marcatrice WNBA (2022)

### Nazionale
- Oro olimpico: 3

Rio de Janeiro 2016, Tokyo 2020, Parigi 2024
- Mondiali: 3

Turchia 2014, Spagna 2018, Australia 2022
- FIBA World Cup MVP (2018)
- FIBA World Cup All-Tournament Teams (2018)